# 一次立憲時期 (奧斯曼帝國)
第一次立憲時期是奥斯曼帝国自1876年奥斯曼宪法颁布以来的君主立宪制时期（Kanûn-ı Esâsî），始于1876年12月23日，一直持续到1878年2月14日。这些年轻的奥斯曼人对坦齐马特不满意，转而推动建立类似于欧洲的宪政政府。宪法时期从苏丹阿卜杜勒阿-齐兹的废黜开始，隨後阿卜杜勒·哈米德二世接任苏丹。随着奥斯曼帝国议会的暂停和苏丹阿卜杜勒·哈米德二世颁布宪法恢复了自己的绝对君主制，这个一次立憲時期宣告结束。
一次立憲時期不包括政党制度。当时奥斯曼议会（又称奥斯曼帝国代表议会）被视为人民的发声处，而不是组建政党和组织的场所。议会选举按照暂行选举条例进行。议会（奥斯曼帝国大会；）分两个阶段组成。两院制立法机关的下议院是众议院（مجلس مبعوثان），而上议院是参议院（مجلس أعيان，)最初的代表选举是由各省的行政委员会（也称为）选出的。
各省议会成立后，议员们从议会内部选出代表，组成首都众议院。商会有115名成员，反映了帝国境内米利特的分布情况。在第二次选举中，有69名穆斯林米利特代表和46名其他米利特代表（犹太人、法那爾人、亚美尼亚人）。第二个机构是参议院，其成员由苏丹选出。参议院只有26名议员。它的目的是取代高門，而大维齐尔则成为参议院议长。这两次选举发生在1877年至1878年之间。